# Kästorf (Gifhorn)
Kästorf ist der nördlichste Ortsteil der niedersächsischen Stadt Gifhorn mit etwa 3100 Einwohnern. Der Ort hat die Form eines Straßendorfs, das sich entlang der 2,6 km langen Hauptstraße erstreckt.

## Geographie

### Geographische Lage
Das Gebiet des Ortsteils Kästorf erstreckt sich im Übergangsbereich zwischen Harz und Heide im Norden von Gamsen und südlich von Wagenhoff. Die durch den Ort führende Hauptstraße entspricht dem früheren Streckenverlauf der B 4.

### Nachbarschaft zu Orten und Ortsteilen
Nächstgelegene größere Städte sind im Osten Wolfsburg, im Süden Braunschweig und im Nordwesten Celle.
Kästorf grenzt im Uhrzeigersinn an die Feldmarken folgender Ortschaften: Westlich Wilsche, nordwestlich Ummern, nördlich Wagenhoff und Wesendorf, östlich Neudorf-Platendorf sowie an Gamsen, von dessen Gebietsteilen es in allen vier Himmelsrichtungen umschlossen wird.

## Geschichte

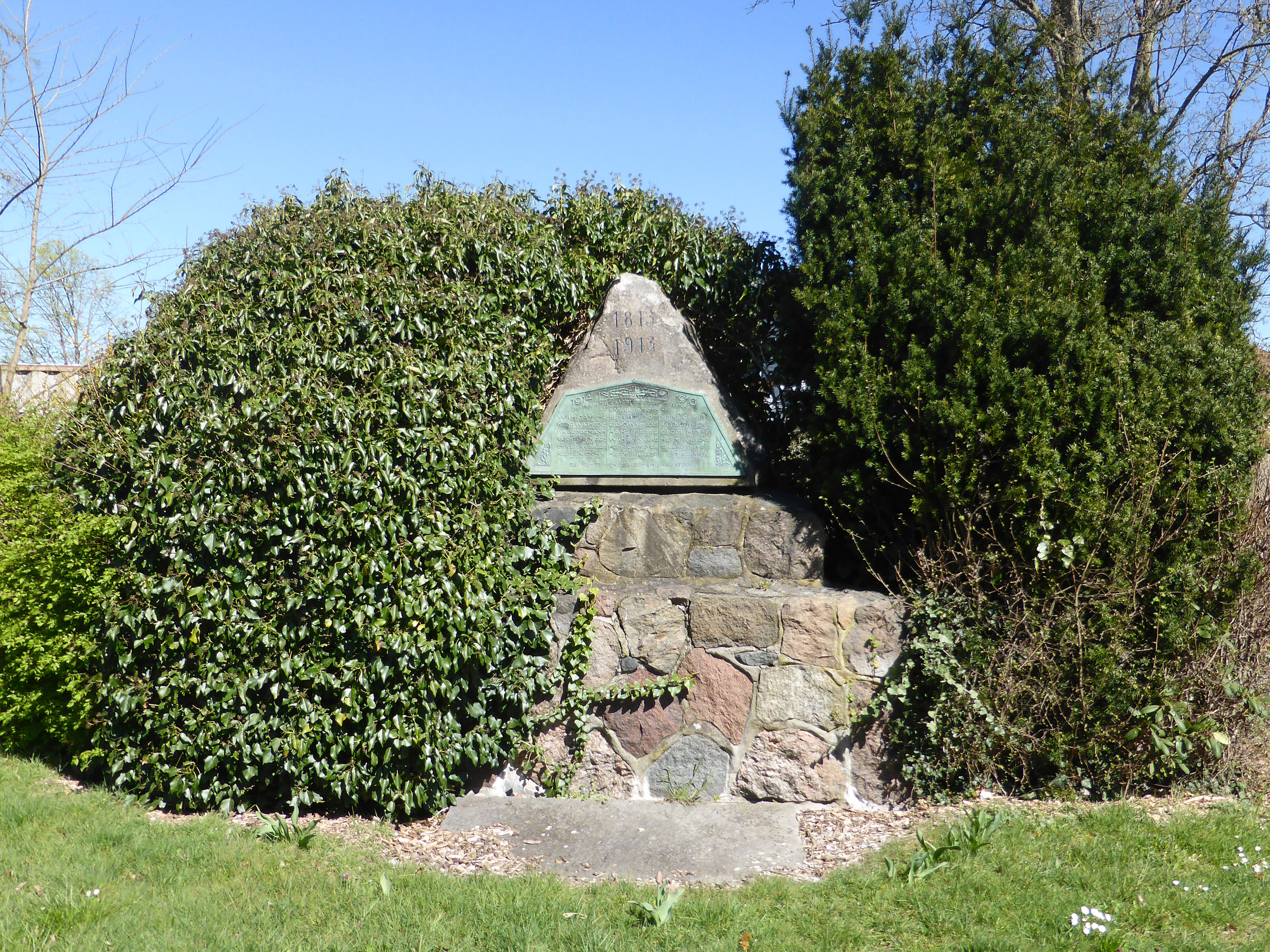
Kriegerdenkmal

Die ehemalige Gemeinde Kästorf wurde im Zuge der niedersächsischen Gebietsreform am 1. März 1974 in die Stadt Gifhorn eingemeindet.

## Politik

### Ortsrat
Der Ortsrat von Kästorf setzt sich aus sieben Mitgliedern zusammen, dem der Ortsbürgermeister vorsteht. Dieses Gremium ist zu wichtigen, die Ortschaft betreffenden Angelegenheiten zu hören. Die endgültige Entscheidung über eine Maßnahme obliegt dem Rat der Stadt Gifhorn.
Bei der Kommunalwahl 2021 ergab sich folgende Sitzverteilung:
| Ortsrat 2021Insgesamt 7 Sitze - SPD: 1 - Grüne: 1 - ULG: 3 - CDU: 1 - AfD: 1 | Ortsratswahl 2021Wahlbeteiligung: 50,04 % 50403020100 44,2 %17,3 %16,2 %12,1 %10,2 % ULGaCDUSPDGrüneAfDAnmerkungen:a Unabh. Liste Gifhorn |

### Ortsbürgermeister
Der Ortsbürgermeister ist Jürgen Völke (Unabhängige Liste Gifhorn). Sein Stellvertreter ist Thomas Meister (Bündnis 90/Die Grünen).

### Wappen
Der Entwurf des Kommunalwappens von Kästorf stammt vom Hauptstaatsarchiv Hannover und von dem Heraldiker und Wappenmaler Gustav Völker, der zahlreiche Wappen in der Region Hannover erschaffen hat. Das Wappen wurde am 24. Mai 1963 vom Gemeinderat beschlossen und die Genehmigung wurde am 4. Juli desselben Jahres durch den lüneburgischen Regierungspräsidenten erteilt.
| Wappen von Kästorf | Blasonierung: „In Rot ein schwebender goldener Bienenkorb über einem goldbeschlagenen silbernen Horn.“                                                               |
| Wappen von Kästorf | Wappenbegründung: Der abgebildete Bienenkorb symbolisiert den Fleiß. Das dargestellte Horn hat die Gemeinde Kästorf aus dem Wappen des Landkreises Gifhorn entlehnt. |

## Kultur und Sehenswürdigkeiten

### Bauwerke
- Evangelisch-lutherische Lazarus-Kirche[9]

### Sport
Vereinssport wird im „SSV Kästorf von 1922 e. V.“ betrieben. Zu den ausgeübten Sportdisziplinen gehören Fußball, Gymnastik, Tennis und Turnen. Der Verein wurde 1920/22 als „SV Germania Kästorf“ gegründet.
Die Sporthalle der Diakonie wurde von der Stadt Gifhorn erworben und soll 2022 nach einer langjährigen Übungsleiterin des SSV in Ute-Lehner-Halle umbenannt werden.

## Wirtschaft und Infrastruktur

### Unternehmen
Im Norden Kästorfs befindet sich die Diakonie Kästorf, ein Hilfsunternehmen, das sich in den Bereichen Altenpflege, Behindertenhilfe, Jugendhilfe und Wohnungslosenhilfe betätigt.

### Öffentliche Einrichtungen
Das Dorfgemeinschaftshaus wurde 1964 eröffnet.

### Regelmäßige Veranstaltungen
- Zur Gemeinschaftspflege der einzelnen Ortsteile Gifhorns wurde ein sogenanntes „Vier-Dörfer-Treffen“ eingerichtet
- Jährlich wird ein Maibaum aufgestellt
- Am Wochenende vor Himmelfahrt findet das Schützenfest statt, welches drei Tage dauert
- Im Herbst findet das Erntedankfest statt, welches mit einem Umzug mit Traktor und Wagen durch das Dorf führt
- Am ersten Advent wird ein Weihnachtsbaum im Ort aufgestellt
- An Himmelfahrt findet die jährliche Fahrradrallye statt
- Im Januar findet ein Feuerwehrball statt, der jährlich mit neuen Themen geschmückt wird

## Persönlichkeiten

### Söhne und Töchter des Ortes
- Walther Dieckmann (* 1933), Germanist, Sprachwissenschaftler und Hochschullehrer
- Olaf Prenzler (* 1958), Leichtathlet (Sprinter) und Olympiateilnehmer, 1982 Europameister im 200-Meter-Lauf, gewann vier weitere Medaillen bei den Europameisterschaften 1978, 1982 und 1986

### Personen, die mit dem Ort in Verbindung stehen
- Otto Strecker (1851–1927), lutherischer Geistlicher und Publizist, er wechselte 1890 auf die dritte Pfarrstelle der Stadt Gifhorn, zu der insbesondere die Arbeiterkolonie Kästorf gehörte
- Franz Laufke (1901–1984), Jurist und Hochschullehrer, er war als Privatgelehrter und Nachtwächter in Kästorf tätig
- Hermann Speckmann (* 1937), Sozialarbeiter, Diplom-Pädagoge und Sachbuchautor, er war in den Diakonischen Heimen in Kästorf tätig (1982–2000)